# کستل اوییشن
کستل اوییشن (به انگلیسی: Castle Aviation) یک شرکت هواپیمایی است.
دفتر مرکزی کستل اوییشن در اکران، اوهایو، اوهایو، ایالات متحده آمریکا واقع شده‌است و قطب این شرکت هواپیمایی در فرودگاه اکران (اوهایو) قرار دارد.